# Église Saint-Géraud (Monsempron-Libos)
L'église Saint-Géraud est une église romane située à Monsempron-Libos, dans le département de Lot-et-Garonne, en France. Datant du XIIe siècle, elle est monument historique.

## Localisation
L'église Saint-Géraud est située à côté des bâtiments du prieuré Saint-Géraud de Monsempron-Libos.

## Historique
Il y a peu de documents dans les archives permettant de préciser l'histoire du prieuré. C'est un prieuré régulier fondé par l'abbaye d'Aurillac. C'était un prieuré simple, c'est-à-dire dépendant directement de l'abbaye-mère dont l'abbé nommait le prieur. Le prieuré était régulier car les moines du prieuré devaient respecter la règle bénédictine.
Un texte daté de la fin du XIe siècle concernant la fondation de l'abbaye de Fongauffier permet d'affirmer que le prieuré de Monsempron était fondé à cette date. Les personnages cités dans ce document, l'évêque de Cahors Géraud de Gourdon, son frère Pons de Gourdon, l'évêque de Périgueux Renaud de Tivier, l'abbé de Saint-Géraud d'Aurillac Pierre de Cisière, l'abbé de Saint-Avit-Sénieur, Arnaldus de Gaulejac, permettent d'affirmer que le prieuré de Monsempron existait dans les années 1080.
Pour le chanoine E. Joubert, « le prieuré de Monsempron était en Agenais un des plus anciens parmi ceux qui relevaient de l'abbaye de Saint-Géraud ». On sait que l'abbaye d'Aurillac avait fondé en Agenais la plus ancienne de ses possessions, le prieuré de Dolmayrac, vers 1040. À la même époque, plusieurs seigneurs des environs font des donations à l'abbaye de Moissac entre 1040 et 1060, et l'abbaye de Cluny. On peut supposer que le site de Monsempron a été donné par les seigneurs de Fumel aux alentours de 1060.
L'église est une des rares de l'Agenais à posséder une crypte. Il est probable que lors de sa fondation, l'abbaye d'Aurillac lui a donné des reliques qui ont été placées sous le maître-autel selon la coutume.
Il y a peu de documents concernant le prieuré avant le XVe siècle. Les documents qu'il a été possible de retrouver dans des archives sur la nomination des prieurs montrent que son histoire a été mouvementée. L'histoire des autres édifices religieux se trouvant à proximité, mieux documentés, permet de déduire que le prieuré a dû souffrir des différents conflits qui se sont déroulés autour :
- croisade des Albigeois,
- guerre de Cent Ans,
- guerres de religion.

Pendant les guerres de religion, l'église a servi simultanément pour la messe et le culte réformé. 
L'église n'a pas subi de dégradations sérieuses pendant la Révolution.
Dans le livre Guyenne romane, Pierre Dubourg-Noves donne un enchaînement supposé des constructions romanes à partir de l'analyse de la structure complexe de l'église :
- l'église primitive datant de la fin du XIe siècle : le plan de cette église peut être déduit de la présence de un à deux rangs de pierres en petit appareil à la base du mur sud-ouest. On peut voir ce mur se prolonger à la liaison avec l'absidiole méridionale de la croisée du transept. En visitant la crypte se trouvant sous le chœur actuel on la voit se terminer à l'est par un chevet trilobé avec une abside en hémicycle et deux semi-absides. L'église devait être à nef unique avec une couverture charpentée.
- Deuxième campagne de construction du début du XIIe siècle : reconstruction des murs du transept au-dessus des murs de l'église du XIe siècle et ajout des absidioles suspendues à l'extérieur des semi-absidioles. Le rez-de-chaussée de ces absidioles ne sert liturgiquement à rien. Cette disposition des absidioles avec des ouvertures importantes vers l'extérieur au niveau du sol a été sujet d'explications plus ou moins abracadabrantes. Auguste Brutails a proposé d'y voir une disposition permettant « de prier près des confessions ou des cryptes sans trop s'approcher des corps saints ». Mais Pierre Dubourg-Noves n'y voit qu'un moyen d'éclairer et d'aérer la crypte. L'aspect des chapiteaux laisse à penser que cette campagne de construction doit dater des vingt premières années du XIIe siècle.
- Troisième campagne de construction au XIIe siècle : construction des piliers cruciformes flanqués de colonnes engagées du carré du transept surmontés de chapiteaux pour construire la tour de la croisée et la coupole qui obstruent en grande partie l'ancienne crypte. La crypte a été conservée en surélevant le transept et le chœur auxquels ont accède par un emmarchement. Cette crypte a gardé la partie centrale qui est voûtée en berceau. Des arcs partant des piles orientales du transept ont permis de donner une travée droite au chœur et deux espaces triangulaires voûtés de petites coupoles ovoïdes devant les absidioles du XIIe siècle et correspondant aux semi-absidioles de l'église du XIe siècle. Les absidioles du XIIe siècle ont dû être surélevées. Le voûtement en berceau des quatre travées de la nef contrebutée par des voûtes en semi-berceau des collatéraux doit être terminée au cours de cette campagne. Les piedroits des arcs à la liaison entre les collatéraux et les croisillons du transept ont dû être modifiés. La stéréotomie de la coupole sur pendentifs et le style des chapiteaux réalisés dans cette campagne la font dater des années 1130-1150.

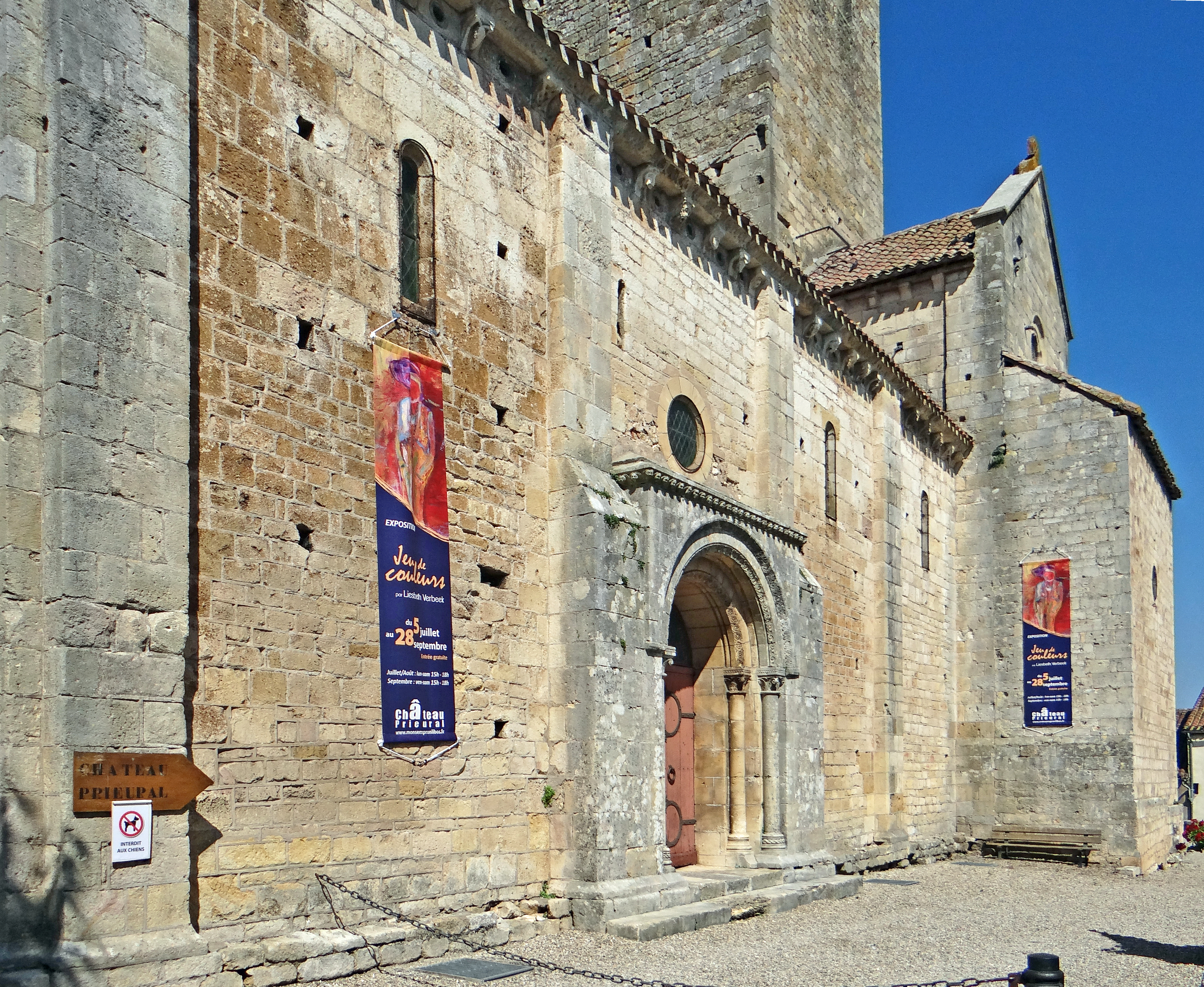
Façade sud avec deux rangs de pierres au pied du mur
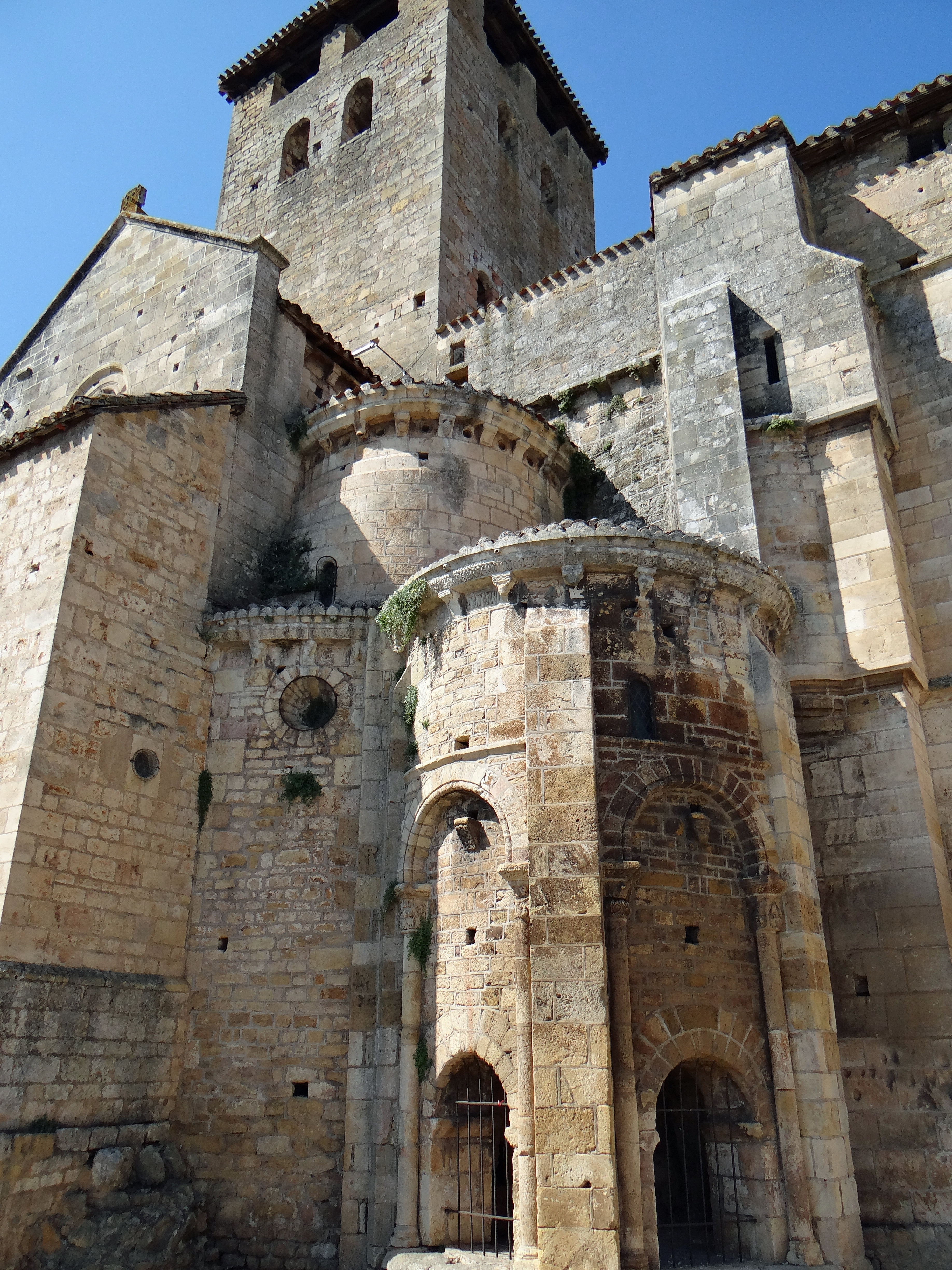
Absidiole sud et clocher
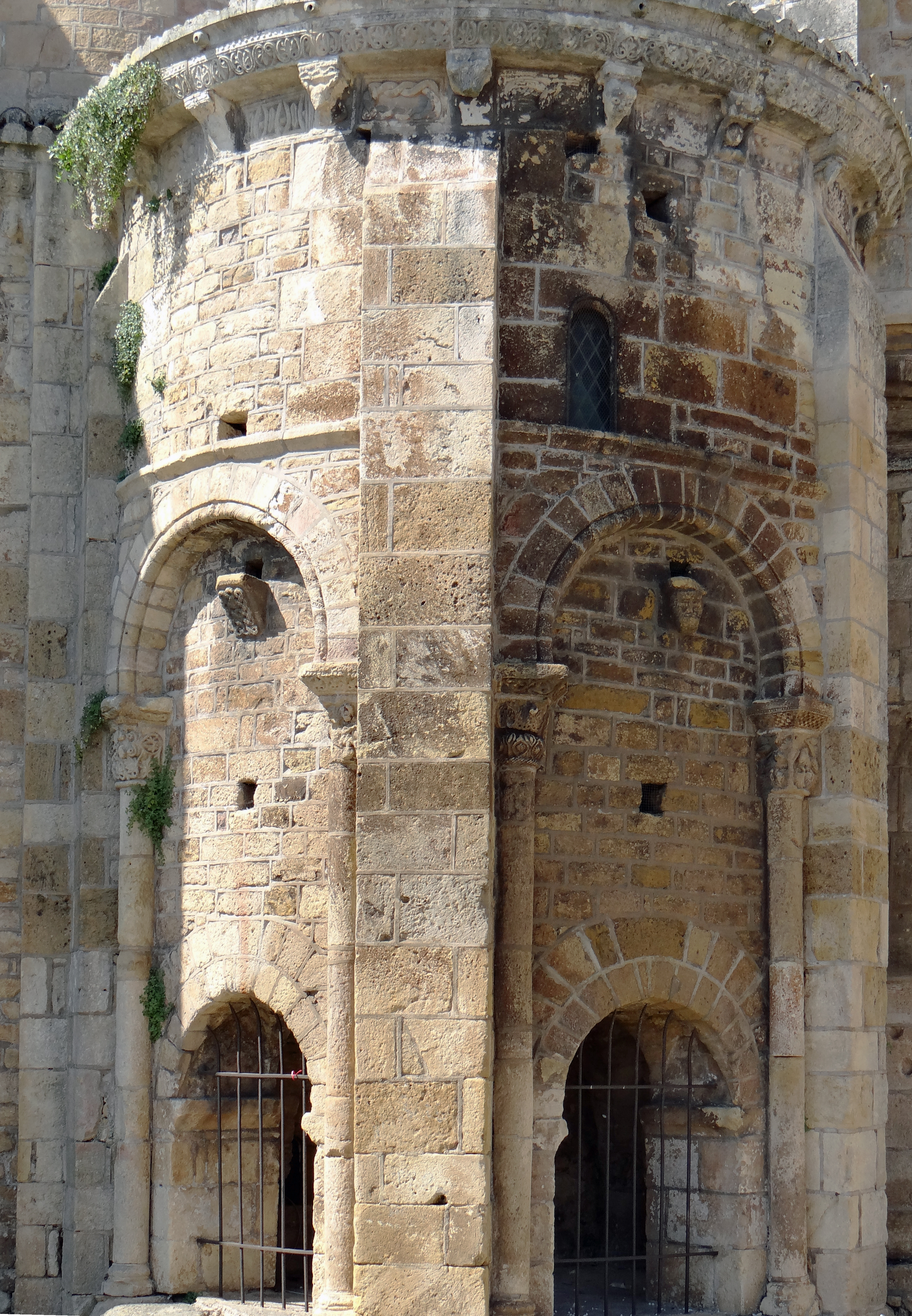
Absidiole sud suspendu
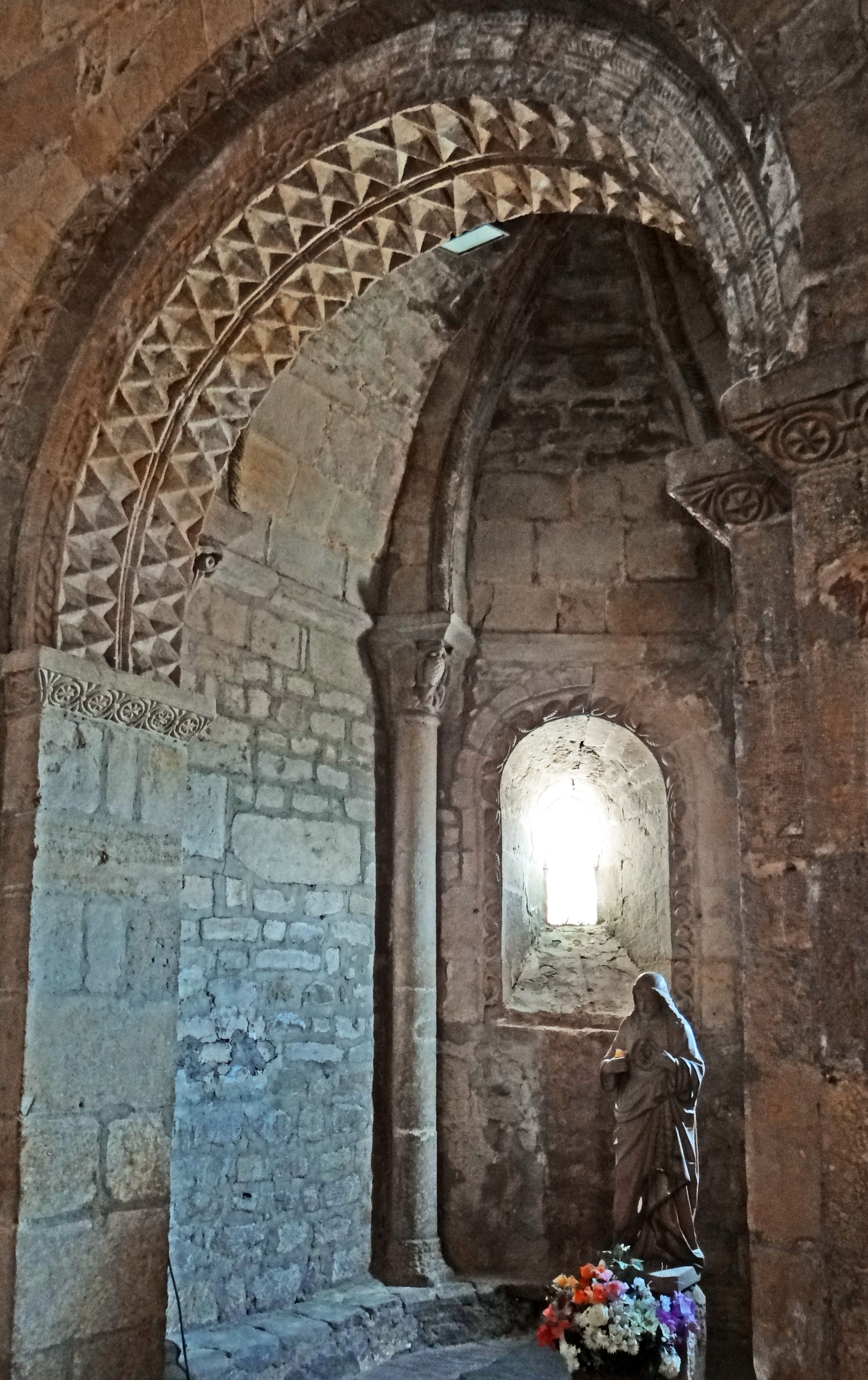
Absidiole sud
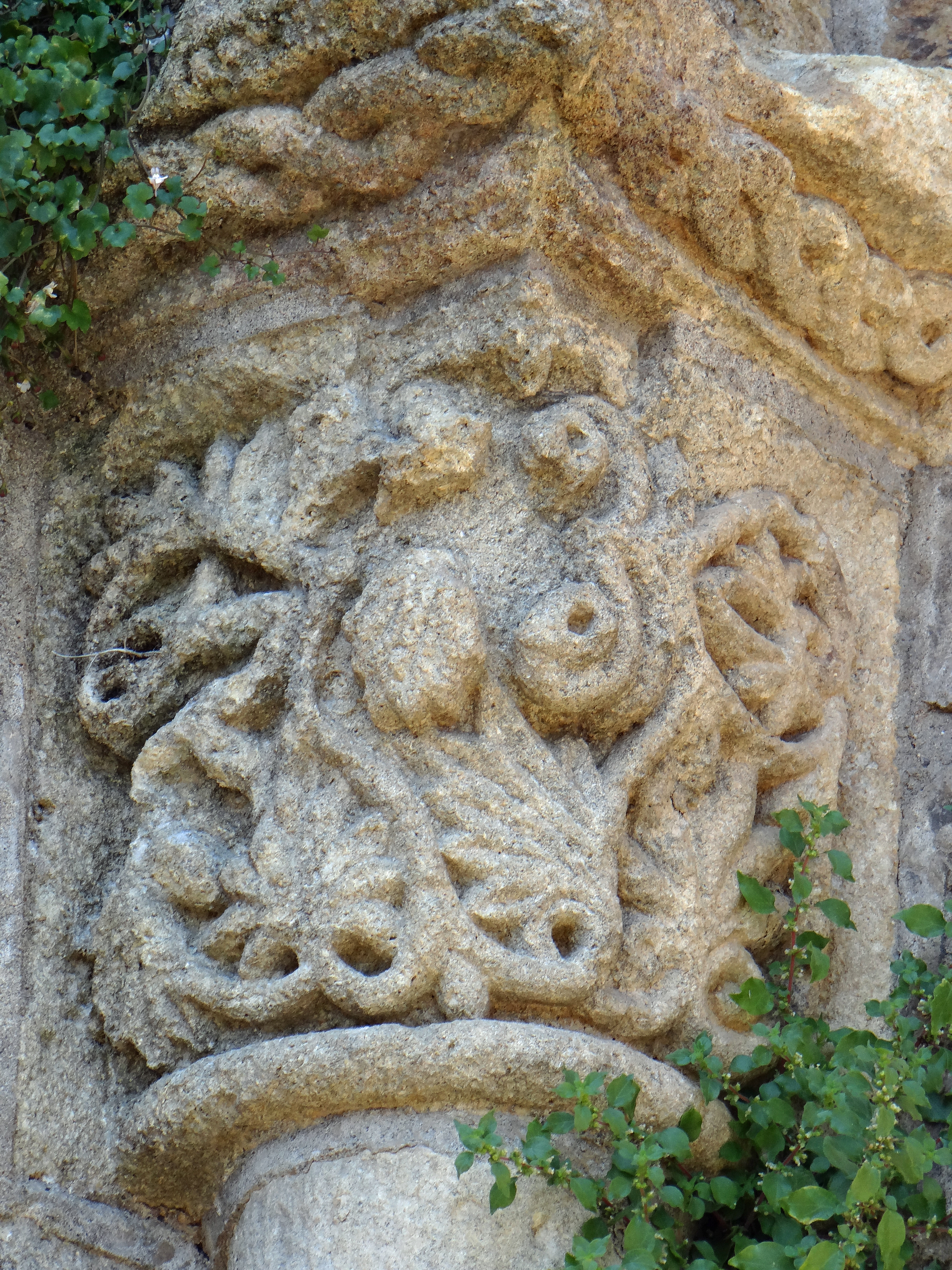
Absidiole sud : chapiteau
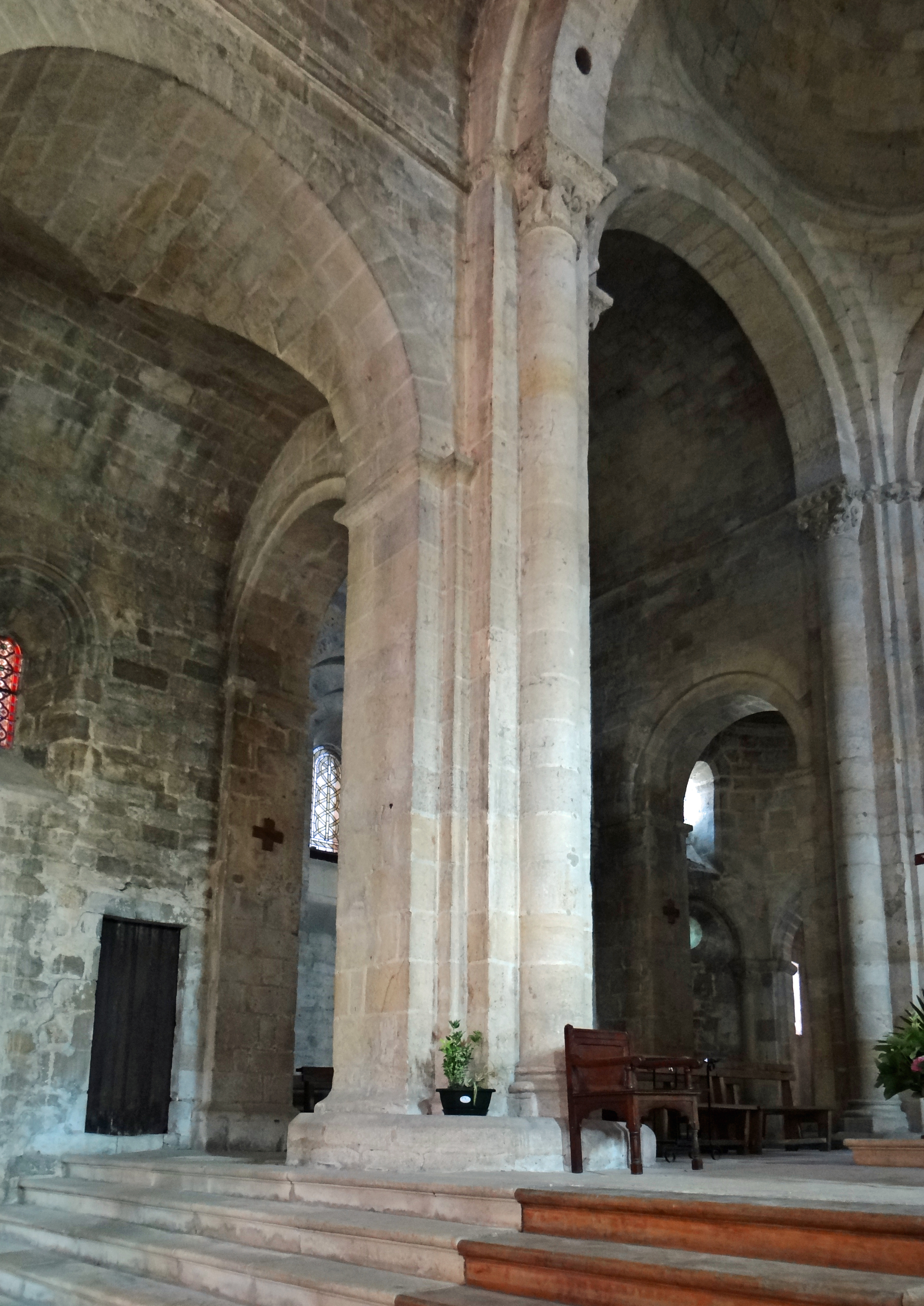
Pilier de la croisée du transept
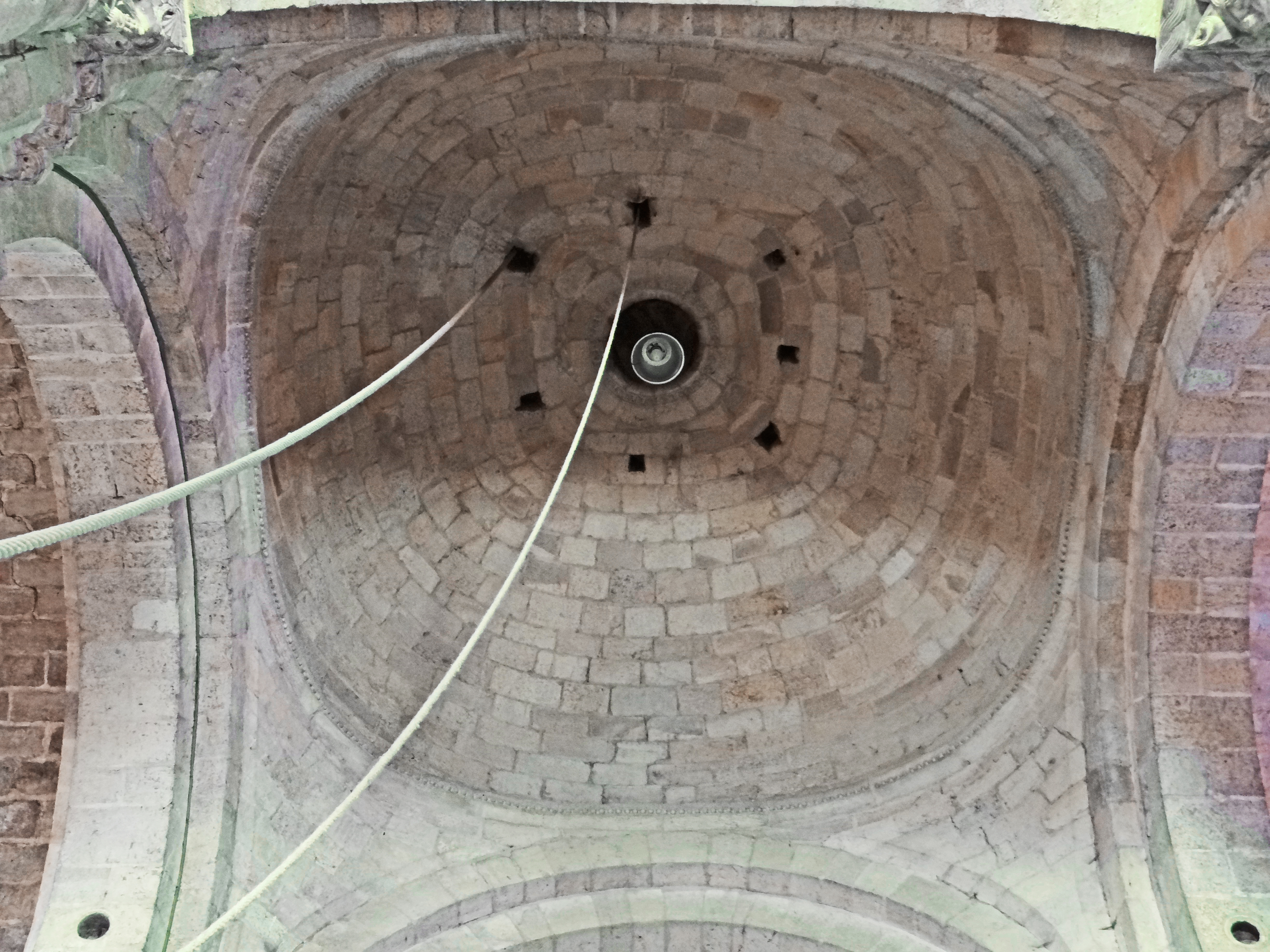
Coupole de la croisée du transept

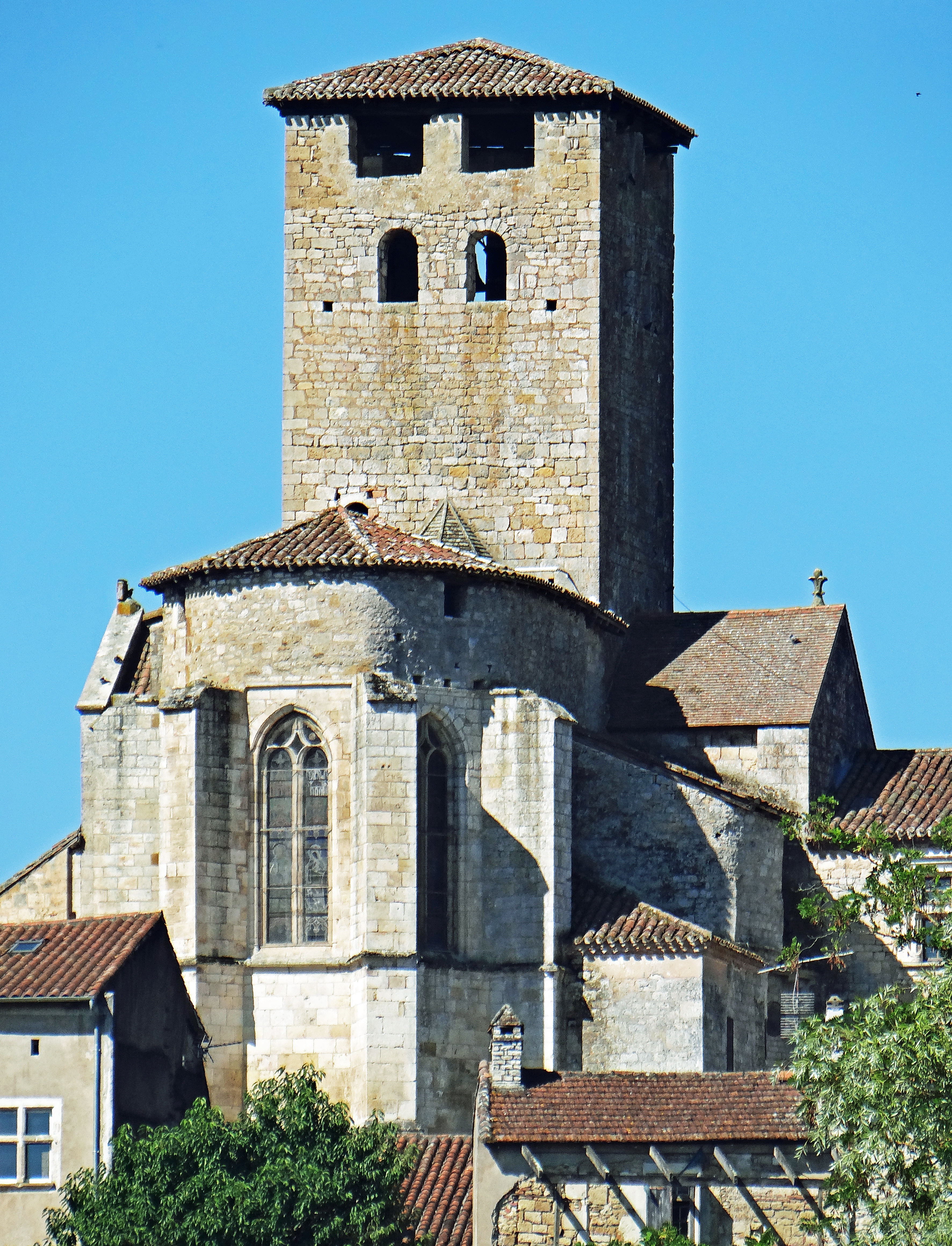
Le chevet de l'église datant du XVIe siècle, la chambre de refuge située au-dessus et la tour du clocher

L'analyse des autres parties du bâtiment permet de compléter cet historique :
- Quatrième campagne : adjonction d'une chapelle à l'extrémité du bras sud du transept, probablement au XIIIe siècle.
- Cinquième campagne datant du premier quart du XVIe siècle : l'abside romane est remplacée par un chœur plus vaste. Au-dessus des combles se trouve une salle fortifiée dont les meurtrières rondes furent appropriées à l'usage des armes à feu au XVIe siècle. La tour carrée massive de la croisée du tansept est crénelée à son sommet.
- Sixième campagne : la morphologie des piles, rondes avec des tailloirs circulaires sur lesquels ont été sculptés des animaux et des personnages de facture rustique montre qu'elles ne sont pas romanes. La pierre utilisée est semblable à celle du chœur et peut faire penser que la nef actuelle est du début du XVIe siècle. D'autres pensent que la nef et sa voûte ont dû être reconstruites après les guerres de religion, probablement au XVIIe siècle, avant ou en même temps que les travaux signalés en 1654. Reconstruction de la partie supérieure du clocher. On peut cependant remarquer que lorsque l'évêque d'Agen, Nicolas de Villars, se rend à Monsempron le 11 juin 1601, alors que la majorité des habitants sont catholiques, il y a déjà 20 ans qu'il n'y a plus de prêtre dans la paroisse[4],[5] mais il ne signale pas de destruction dans le prieuré. La liste des prieurs de Monsempron montre qu'en 1598 le prieur est M. de Pecharry, un parent de Jean de Vivans, dont le père était le capitaine protestant Geoffroy de Vivans. Il semble qu'à cette époque l'autorité réelle sur les biens du prieuré de Monsempron était détenue par Jean de Vivans[6].
- Le portail ouest est reconstruit en 1654. Il est restauré dans la première moitié du XIXe siècle.
- L'architecte Vigier supprime en 1862 l'enduit intérieur.
- Restauration en 1898 par l'architecte Paul Gout. Les travaux sont réalisées par l'entrepreneur A. Lemoine. On supprime la salle de défense qui surmontait le bas-côté et le croisillon sud.
- En 1962, un escabeau en bois amovible a été mis en place dans l'alignement des marches permettant de passer de la nef au transept pour masquer l'escalier qui permettait d'accéder à la crypte.
- En 1969, la disposition des autels a été modifiée pour la mettre en conformité avec les directives issues du concile Vatican II. Les autels qui se trouvaient dans les absidioles sont retirés.

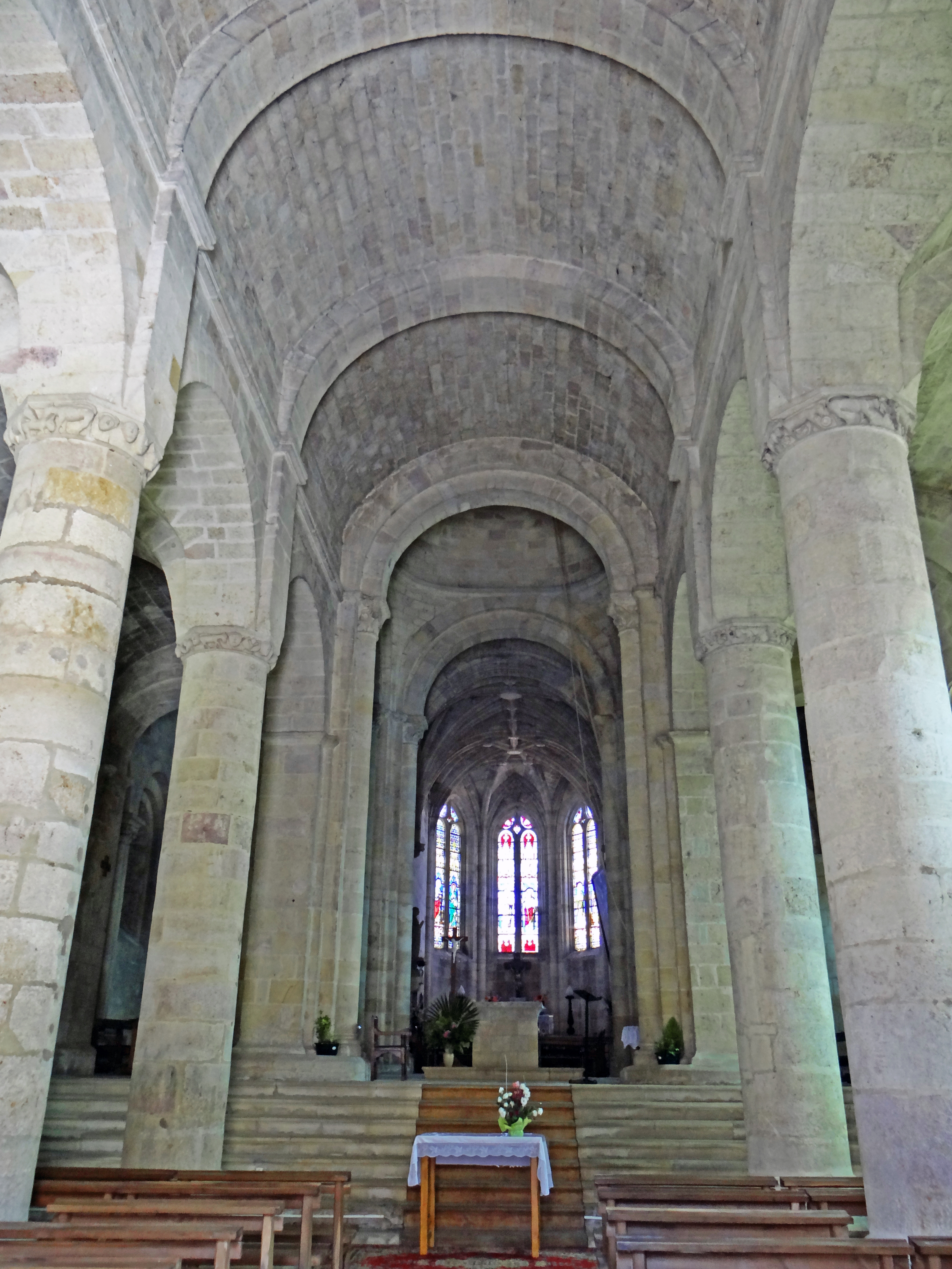
Nef avec l'escalier en bois placé à l'entrée de la crypte
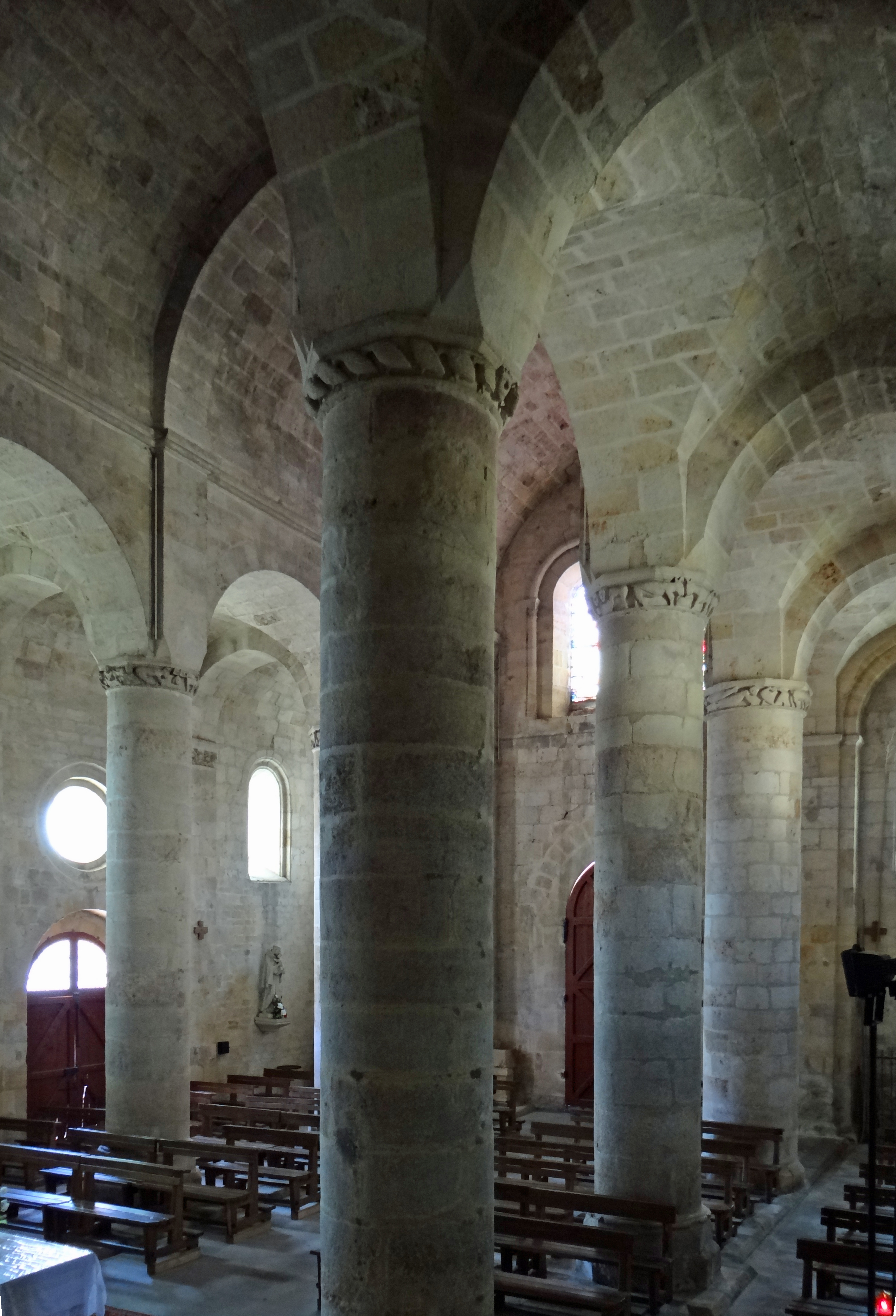
Les piliers de la nef avec la forme particulière du raccorcdement voûte et pilier
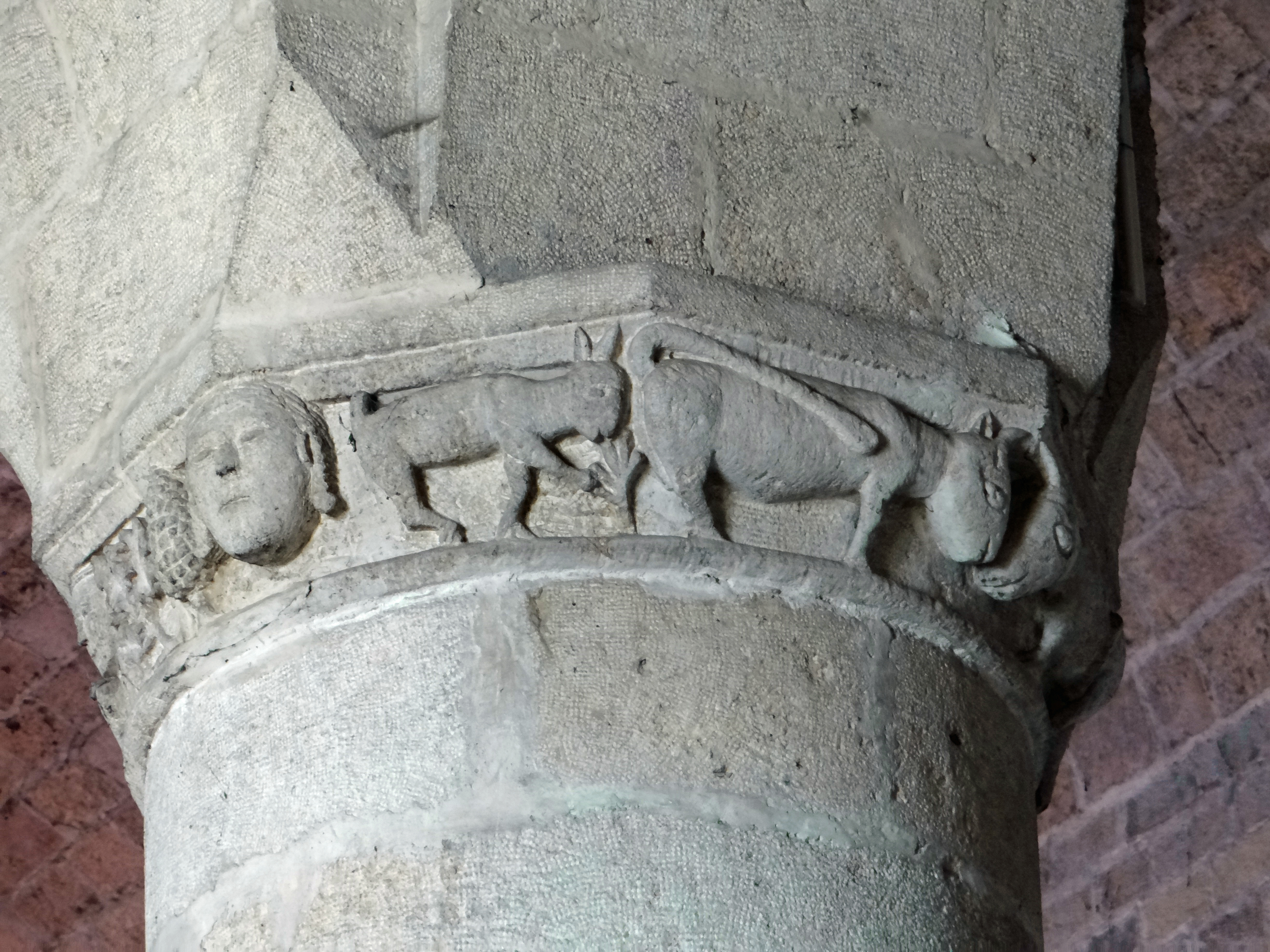
Bague sculptée d'un pilier
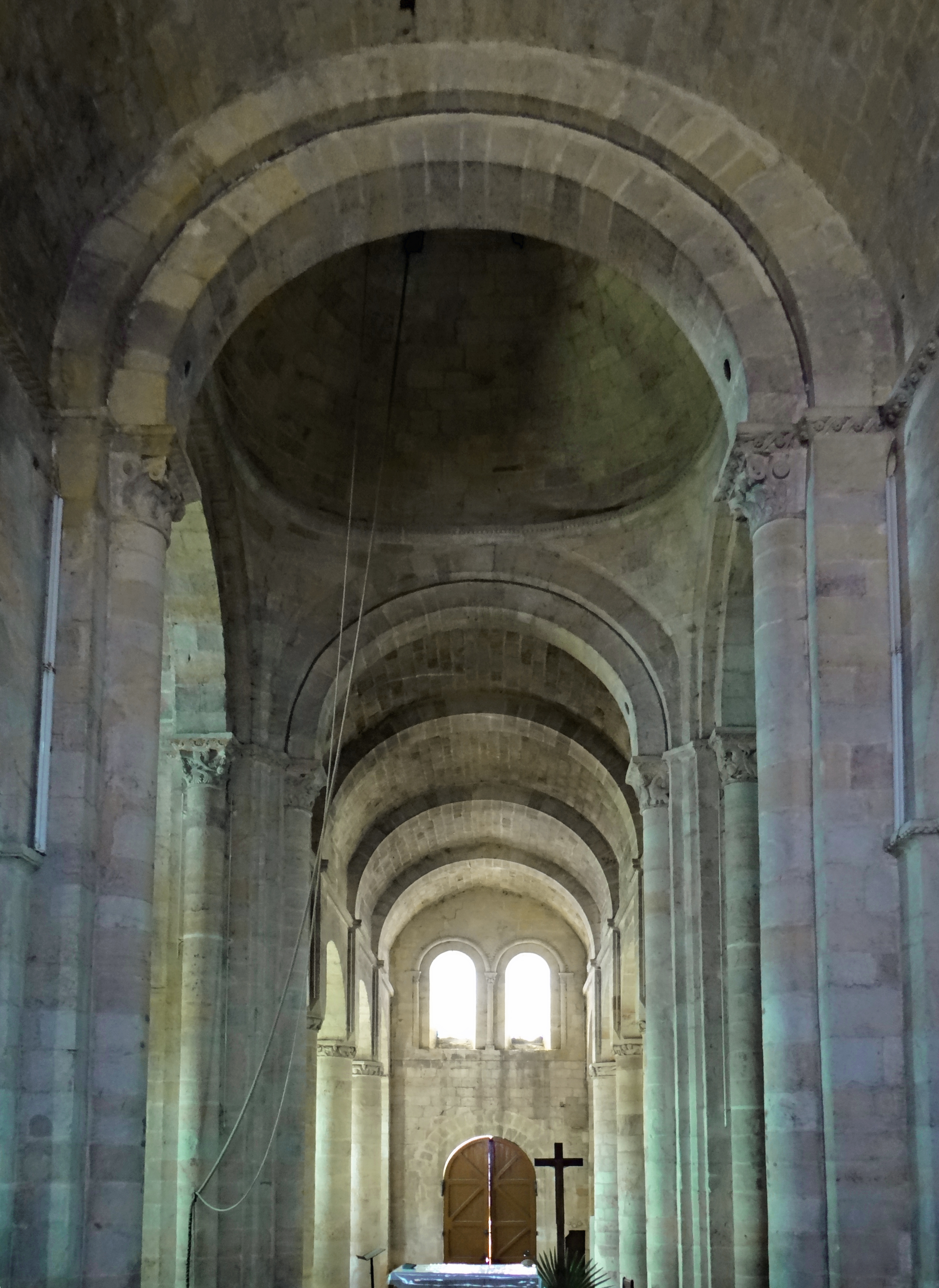
Vaisseau central depuis le chœur
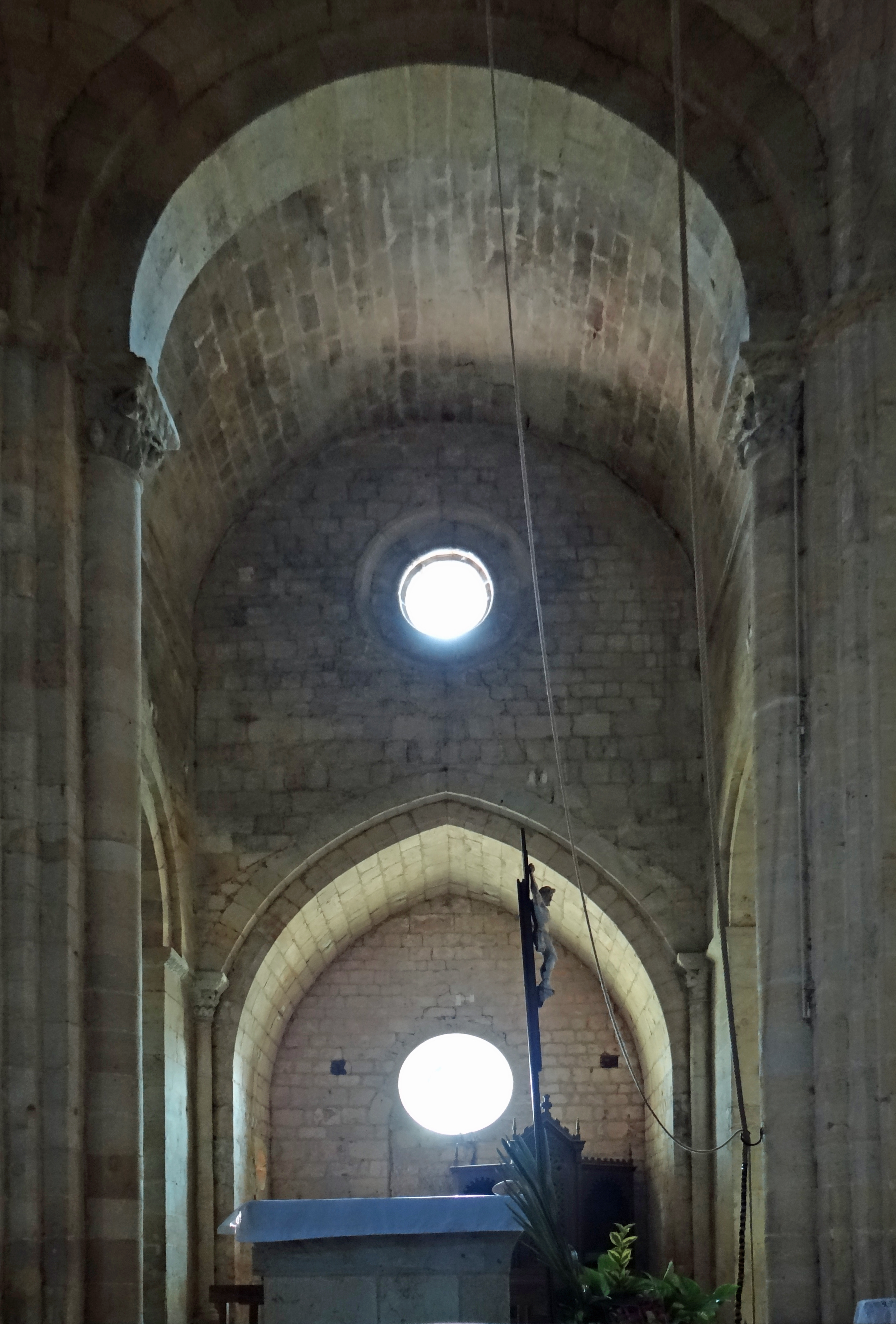
Chapelle du croisillon sud du transept
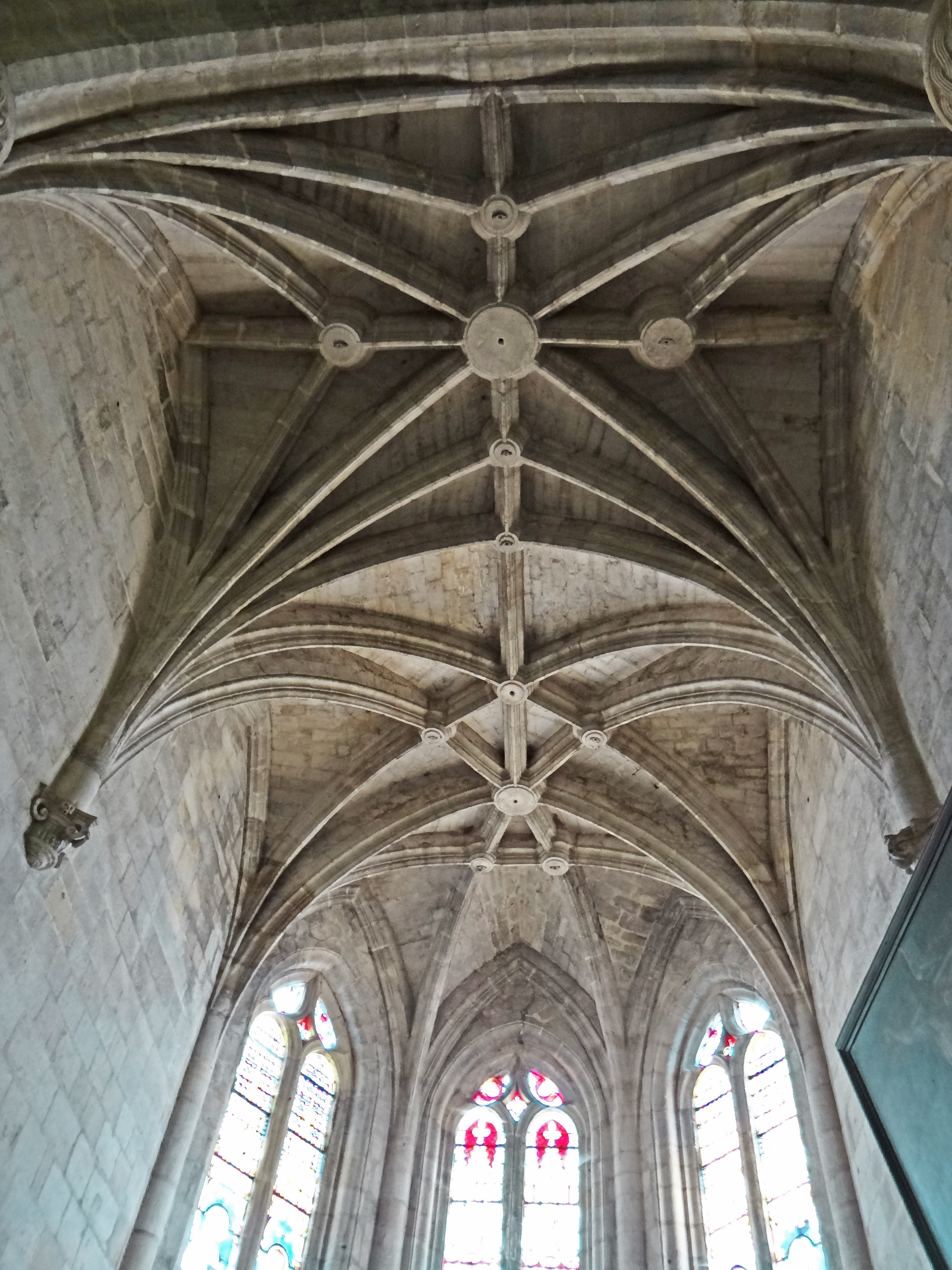
Voûe avec liernes et tiercerons du chœur
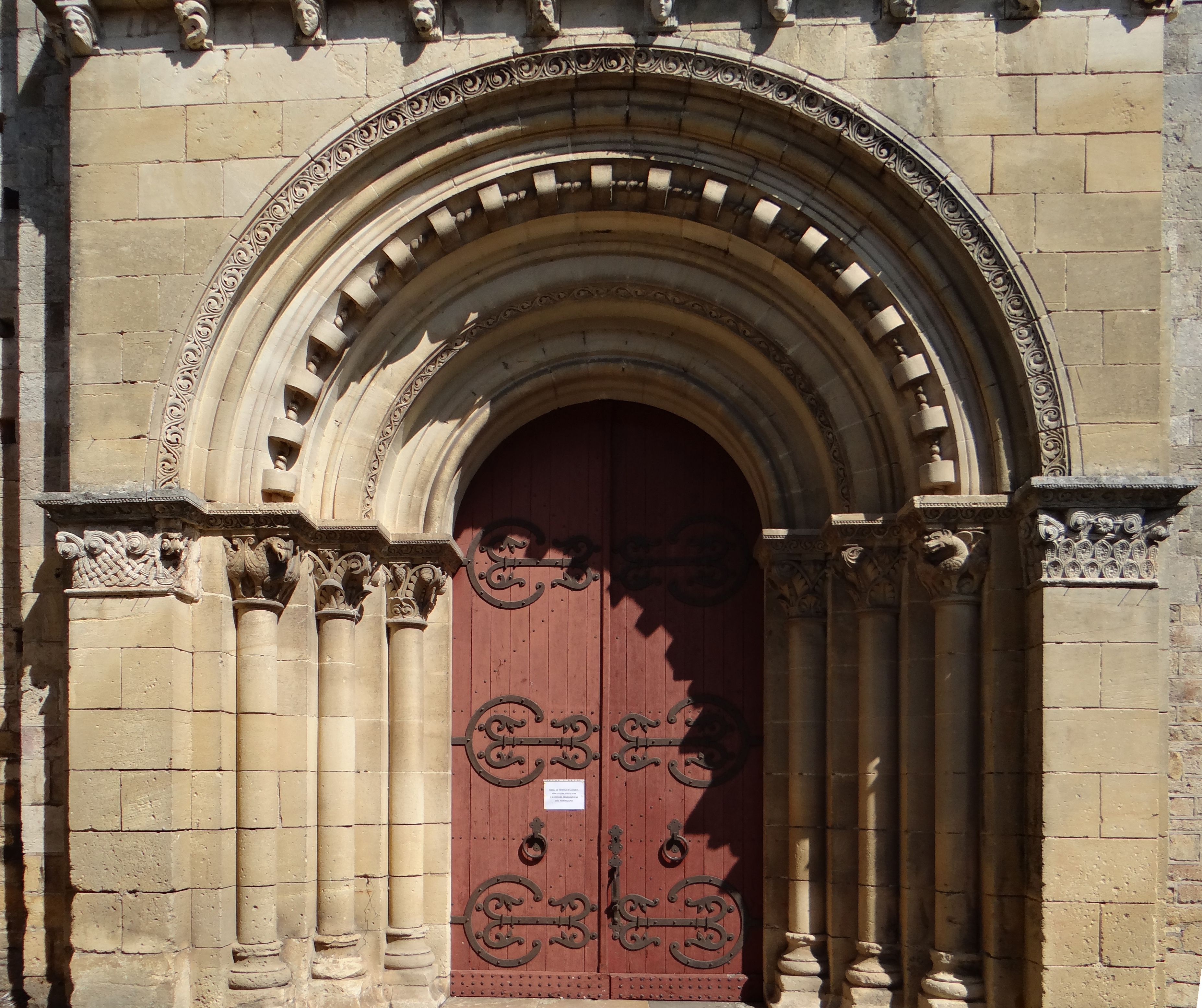
Portail ouest

L'église Saint-Géraud a été classée au titre des monuments historiques en 1848,.